# Okló
Okló egy uránbánya volt a közép-afrikai Gabon délkeleti részén Mounana város mellett. A lelőhelyet 1956-ban fedezték fel, és szinte azonnal meg is indult a kitermelés a francia atomipar számára. 2000-ben történt bezárásáig mintegy évi 500 tonna uránt bányásztak ki.

## Természetes atomreaktor

Az oklói természetes nukleáris reaktorok: (1) Nukleáris reaktor zónák, (2) Homokkő, (3) Uránérc, (4) Gránit

Paul Kuroda, japán származású fizikus, az Arkansas Egyetemen folytatott kutatómunkája során megjósolta, hogy a Föld történetében kialakulhattak természetes reaktorok, melyekben napjaink nyomottvizes reaktoraihoz hasonlóan zajlott a láncreakció. Az oklói felfedezések igazolták Kuroda elméletét.
Mivel az U-235 felezési ideje rövidebb, mintegy 700 millió év, mint az U-238 izotópé, mely közel 4,5 milliárd év. Így az időben visszafelé haladva a Föld történetében az urán egyre dúsabb és dúsabb U-235 izotópban. Mintegy 2 milliárd évvel ezelőtt az U-235/U-238 izotóp aránya még 3% volt, mely már megfelelő a láncreakció fenntartásához egy könnyűvizes reaktorban.
Az Okló bányából származó uránt az dél-franciaországi Provence-ben található Pierrelatte dúsítóüzemben dolgozták fel. 1972-ben, egy rutinellenőrzés során érdekes anomáliára lettek figyelmesek. A vizsgált mintában a U-235 izotóp aránya az U-238-hoz képest 0,7171% volt, holott a természetes arány 0,7202%, függetlenül attól, hogy a Föld mely pontjáról származik. Mivel az eltérés kicsinek tűnt, ezért először arra gyanakodtak, hogy a minták elemzése során történt valami hiba. Azonban a bánya vizsgálata során több helyen is kimutatták az anomáliát. Mintegy 500 tonna urán volt érintett, melynek átlagos U-235 koncentrációja 0,62% volt, de a minták közt volt olyan is, mely esetében a koncentráció 0,296%-ra csökkent.
Mivel a Föld keletkezésekor meghatározott arányban került a Földre e két urán izotóp, ez határozza meg az izotópok arányát is az urán lelőhelyeken is, és ezért volt eddig állandó a Föld bármely pontjáról származó mintában is. Annak magyarázatára, hogy ilyen kis helyen mi okozhat ekkora eltéréseket az U-235 izotóp koncentrációjában, a kutatók egy merész elmélettel álltak elő, mégpedig, hogy természetes módon kialakuló atomreaktorok nyomaira bukkantak. Szám szerint 17 ilyen reaktort tártak fel.
A vizsgálatok szerint 1740 millió éve váltak kritikussá az oklói természetes reaktorok, mikor a talajvíz feltört, és elöntve az érctelepet, betöltötte a láncreakcióhoz szükséges moderátor szerepét. A reaktorok szabályozottan működtek, és a szabályozás szerepét is a talajvíz valósította meg. Ahogy nőtt az aktivitás, úgy nőtt a termelt energia is, melynek hatására elforrt a víz. Víz hiányában nem volt ami lelassíthatta volna a neutronokat, így csökkent a meghasadások száma. Az aktivitás csökkenésével lehűlt a reaktor, és friss talajvíz tudta elárasztani, és ezzel ismét növekedni kezdett az aktivitás.
Az egyes reaktorok működési ideje nagy változatosságot mutat. Van, amelyik csak 20 000 évig, illetve van olyan is, ami mintegy 800 000 évig működött mire a hasadóanyag-tartalom annyira lecsökkent, hogy a láncreakció már nem volt önfenntartó. Becslések szerint, a reaktorok a működésük során 87,66 TWh energiát termeltek, mely képes volna fedezni egész Magyarország villamosenergia-igényét két évig.

## Okló öröksége
Az oklóihoz hasonló természetes reaktorok segítségével lehetőség nyílik az atomhulladékok kezelésének tanulmányozására.
Bár a legtöbb természetes reaktort kibányászták, valamint a bányát 2000-ben bezárták, és a helyén bányató van, de a szintén Franceville ércbázishoz tartozó Bangombé természetes reaktor még mindig nyitva áll a kutatók számára.